# Казанская церковь (Долгопрудный)
Храм Казанской иконы Божией Матери — православный храм в подмосковном городе Долгопрудном, построенный в 1997—2003 годах. Приписан ко храму Георгия Победоносца и находится на его территории. Находится в ведении Долгопрудненского благочиния Московской епархии.

## История
Казанский храм расположен на территории храма Георгия Победоносца в бывшем селе Старбеево (Тарбеево), ныне микрорайон Лихачёво города Долгопрудного — деревянной церкви, построенной в 1774 году. В 1988 году она была передана Русской православной церкви, её настоятелем стал протоиерей Владимир Симаков.
В конце 1997 года отец Владимир решил построить новый храм в честь Казанской иконы Божией Матери. В разработке проекта принимал участие архитектор Валентин Ненароков. По замыслу авторов высота сооружения должна была превышать 50 м, вмещать он должен больше тысячи человек, а венчать его должны 33 купола, по числу лет земной жизни Христа.
В апреле 1999 года в алтаре храма архиепископом Можайским Григорием (Чирковым) был освящён закладной камень. Основные строительные работы были закончены к 2003 году. Храм был освящён в 2008 году митрополитом Крутицким и Коломенским Ювеналием.
Двухэтажный шатровый Казанский храм виден всем въезжающим в Долгопрудный по Лихачёвскому шоссе или проплывающим мимо него по каналу имени Москвы.